# Bělá (Liberec)
Bělá é uma comuna checa localizada na região de Liberec, distrito de Semily.